# Bandera de Ceuta
La bandera de Ceuta consisteix en una divisió en vuit parts de color blanc i negre en forma de triangles rectangles amb un escut central que mostra el blasó municipal. La bandera civil omet l'escut central. Pareix que la bandera té l'origen en la bandera dels cavallers templers.
La divisió en vuit parts és idèntica a la de la bandera de Lisbóa, per commemorar la conquesta de la ciutat pels portuguesos el 1415.